# Béla Bakosi
Béla Bakosi (Hungría, 18 de julio de 1957) es un atleta húngaro retirado especializado en la prueba de triple salto, en la que ha conseguido ser medallista de bronce europeo en 1982.

## Carrera deportiva
En el Campeonato Europeo de Atletismo de 1982 ganó la medalla de bronce en el triple salto, llegando hasta los 17.04 metros, siendo superado por el británico Keith Connor que con 17.29 metros batió el récord de los campeonatos, y el soviético Vasiliy Grishchenkov (plata con 17.15 m).